# Pseudophlepsius binotatus
Pseudophlepsius binotatus är en insektsart som beskrevs av Victor Antoine Signoret 1880. Pseudophlepsius binotatus ingår i släktet Pseudophlepsius och familjen dvärgstritar. Inga underarter finns listade i Catalogue of Life.